# Lavandula pedunculata
Lavandula pedunculata é uma espécie de planta com flor pertencente à família Lamiaceae. 
A autoridade científica da espécie é (Mill.) Cav., tendo sido publicada em Descr. Pl. (Cavanilles) 70. 1801.

## Portugal
Trata-se de uma espécie presente no território português, nomeadamente os seguintes táxones infraespecíficos:
- Lavandula pedunculata subsp. maderensis - presente no Arquipélago da Madeira. Em termos de naturalidade é endémica da região atrás referida. Não se encontra protegida por legislação portuguesa ou da Comunidade Europeia.
- Lavandula pedunculata var. lusitanica - presente em Portugal Continental. Em termos de naturalidade é endémica da Península Ibérica. Não se encontra protegida por legislação portuguesa ou da Comunidade Europeia.
- Lavandula pedunculata var. elongata - presente em Portugal Continental. Em termos de naturalidade é endémica da Península Ibérica. Não se encontra protegida por legislação portuguesa ou da Comunidade Europeia.
- Lavandula pedunculata var. pedunculata - presente em Portugal Continental. Em termos de naturalidade é nativa da região atrás referida. Não se encontra protegida por legislação portuguesa ou da Comunidade Europeia.